# Anelassorhynchus porcellus
Anelassorhynchus porcellus is een lepelworm uit de familie Thalassematidae. De wetenschappelijke naam van de soort werd in 1948 gepubliceerd door Walter Kenrick Fisher.